# Ya Boy Kongming!
Ya Boy Kongming!, de son titre original Paripi Kōmei (パリピ孔明), est un seinen manga écrit par Yuto Yotsuba et dessiné par Ryō Ogawa dont la première partie est prépubliée dans le magazine Comic Days de 2019 à 2021, puis dans le Weekly Young Magazine depuis le 22 novembre 2021. Il est aussi publié en volumes reliés. Au 6 avril 2022, neuf volumes ont été publiés.
Une adaptation en anime produite par le studio P.A.Works est diffusée du 5 avril 2022 au 21 juin 2022. 

## Synopsis
Le célèbre tacticien de l'époque des Trois Royaumes, Zhuge Liang dit Kongming, trépasse à la suite de la bataille des plaines de Wuzhang. Sur son lit de mort, il fait le vœu de se réincarner dans un monde en paix.
Il renaît alors dans le Japon moderne, dans un corps rajeuni et en tenue traditionnelle, en plein milieu d'Halloween, dans le quartier des clubs de Tokyo. Des fêtards de Shibuya, le prenant pour l'un d'entre eux, l'entraînent alors dans un nightclub où il découvre une jeune chanteuse, Eiko Tsukimi.
Séduit par son talent, Kongming lui propose alors de mettre ses qualités de tacticien à son service.

## Personnages
Eiko Tsukimi (月見 英子, Tsukimi Eiko)
Voix japonaise : Kaede Hondo
Zhuge Kongming (諸葛 孔明, Shokatsu Kōmei)
Voix japonaise : Ryōtarō Okiayu (en)
Kabetaijin (KABE太人)
Voix japonaise : Shōya Chiba (en)
Nanami Kuon (久遠 七海, Kuon Nanami)
Voix japonaise : Hibiku Yamamura (en)
Gérant Kobayashi (オーナー小林, Ōnā Kobayashi)
Voix japonaise : Jun Fukushima (en)

## Productions et supports

### Manga
Ya Boy Kongming! est un manga écrit par Yuto Yotsuba et illustré par Ryō Ogawa, initialement prépublié sur la plateforme en ligne de Kōdansha, Comic Days, du 31 décembre 2019 au 16 novembre 2021, puis dans le Weekly Young Magazine depuis le 22 novembre 2021. Les chapitres sont rassemblés en volumes reliés sous format tankōbon publiés par Kōdansha avec un premier volume sorti le 8 avril 2020. 9 volumes sont sortis au 6 avril 2022.

#### Liste des volumes
| no | Japonais         | Japonais          |
| no | Date de sortie   | ISBN              |
| -- | ---------------- | ----------------- |
| 1  | 8 avril 2020     | 978-4-06-519219-1 |
| 2  | 8 juillet 2020   | 978-4-06-520198-5 |
| 3  | 14 octobre 2020  | 978-4-06-520998-1 |
| 4  | 13 janvier 2021  | 978-4-06-522012-2 |
| 5  | 14 avril 2021    | 978-4-06-522928-6 |
| 6  | 14 juillet 2021  | 978-4-06-523989-6 |
| 7  | 18 novembre 2021 | 978-4-06-525885-9 |
| 8  | 6 janvier 2022   | 978-4-06-526485-0 |
| 9  | 6 avril 2022     | 978-4-06-527465-1 |
| 10 | 6 juillet 2022   | 978-4-06-528482-7 |

### Anime
Une adaptation en série d'animation produite par P.A.Works est annoncée le 17 novembre 2021. Composée de douze épisodes, elle est réalisée par Shū Honma et scénarisée par Yōko Yonaiyama. Le character designer est Kanami Sekiguchi et la musique est composée par Genki Hikota.
Le premier épisode est diffusé le 31 mars 2022 sur Abema (en) et d'autres plateformes de streaming,, puis le 5 avril à la télévision sur Tokyo MX, MBS et BS NTV. L'opening est Chikichiki Banban (チキチキバンバン) du groupe QUEENDOM, reprise du titre Bulikirály de l'artiste hongrois Jolly ; l'ending est Kibun Jōjō ↑↑ (気分上々↑↑) par Eiko et 96Neko, reprise du titre de Mihimaru GT,. L'ending est modifié à deux reprises lors de l'introduction des personnages de Kabetaijin et Nanami Kuon.

#### Liste des épisodes
| No | Titre de l'épisode en français | Titre original                                          | Date de 1re diffusion |
| -- | ------------------------------ | ------------------------------------------------------- | --------------------- |
| 1  | Pas de traduction officielle   | 孔明、渋谷に降り立つ Kōmei, Shibuya ni oritatsu         | 5 avril 2022          |
| 2  | Pas de traduction officielle   | 孔明、計略を使う Kōmei, keiryaku o tsukau               | 12 avril 2022         |
| 3  | Pas de traduction officielle   | 孔明、進むべき道を知る Kōmei, susumu beki michi o shiru | 19 avril 2022         |
| 4  | Pas de traduction officielle   | 孔明、道を照らす Kōmei, michi o terasu                  | 26 avril 2022         |
| 5  | Pas de traduction officielle   | 孔明、韻を踏む Kōmei, in o fumu                         | 3 mai 2022            |
| 6  | Pas de traduction officielle   | 孔明's フリースタイル Kōmeizu furīsutairu               | 10 mai 2022           |
| 7  | Pas de traduction officielle   | 天下泰平の計vol.1 Tenka taihei no kei boryūmu wan       | 17 mai 2022           |
| 8  | Pas de traduction officielle   | 自分を探す Jibun o sagasu                               | 24 mai 2022           |
| 9  | Pas de traduction officielle   | たみくさのために Tamikusa no tame ni                    | 31 mai 2022           |
| 10 | Pas de traduction officielle   | Dreamer                                                 | 7 juin 2022           |
| 11 | Pas de traduction officielle   | 草船借箭 Sōsen shakusen                                 | 14 juin 2022          |
| 12 | Pas de traduction officielle   | 英子の歌 Eiko no uta                                    | 21 juin 2022          |